# PostNord Danmark Rundt 2020
Danmark Rundt 2020 (eller PostNord Danmark Rundt 2020 af sponsorårsager) skulle have været den 30. udgave af cykelløbet Danmark Rundt. Løbet skulle oprindeligt have være kørt fra 11. til 15. august, men på grund af coronaviruspandemien blev det først udskudt til 1. til 5. september 2020 og efterfølgende helt aflyst.

## Planlagt rute
| Etape    | Dato    | Start – Mål                                | type          | Afstand (km) | Etapevinder | Førende rytter |
| -------- | ------- | ------------------------------------------ | ------------- | ------------ | ----------- | -------------- |
| 1. etape | 1. sep. | Struer – Esbjerg                           | flad etape    | 175          |             |                |
| 2. etape | 2. sep. | Ribe – Sønderborg                          | flad etape    | 185          |             |                |
| 3. etape | 3. sep. | Flensborg – Kiddesvej, Vejle               | kuperet etape | 210          |             |                |
| 4. etape | 4. sep. | Kalundborg – Kalundborg                    | flad etape    | 156          |             |                |
| 5. etape | 5. sep. | Holbæk – Frederiksberg Allé, Frederiksberg | flad etape    | 150          |             |                |